# Nikodem (arcybiskup Serbii)
Nikodem I (serb. Никодим I Пећки) (ur. ?, zm. 1325) – serbski biskup prawosławny, dziesiąty w historii zwierzchnik Serbskiego Kościoła Prawosławnego z tytułem arcybiskupa serbskiego.
Od 1311 był przełożonym monasteru Chilandar.
W 1316, po śmierci Sawy III, został arcybiskupem Serbii.
W latach 1318–1319 zapisał notę autobiograficzną w swoim dziele „Wizyta w Konstantynopolu”. Przetłumaczył na język serbski Typikon św. Sawy Uświęconego.
Prawdopodobnie wyjednał u Stefana II Milutina zgodę na powrót księcia Stefana Deczańskiego z wygnania w Konstantynopolu w 1320 (jest też możliwe, że mediatorem w tej sprawie był cesarz Andronik II i przedstawiciele duchowieństwa bizantyjskiego). Po śmierci Stefana II, wybuchła wojna domowa między dwoma synami Milutina: Stefanem Konstantynem, najprawdopodobniej przewidzianym przez ojca na następcę, i Stefanem Deczańskim (trzecią stroną był Władysław Dragutinowicz). Kościół poparł tego drugiego i 6 stycznia 1322 Nikodem koronował go na króla Serbii, a jego syna Stefana Duszana na „młodego króla” (była to pierwsza taka koronacja w historii Serbii). Koronacja nastąpiła najprawdopodobniej po pokonaniu i zabiciu Konstantyna w wojnie domowej.
W Kościele prawosławnym Nikodem jest uznawany za świętego i ma swoje wspomnienie 11/24 maja (zależnie od przyjętego kalendarza).